# In geheimer Kommandosache
In geheimer Kommandosache (im Original Strategic Air Command) ist ein US-amerikanisches Filmdrama von Anthony Mann aus dem Jahr 1955. Das Drehbuch basiert auf einer Erzählung von Beirne Lay jr. Die deutsche Erstaufführung fand am 7. Oktober 1955 statt.

## Handlung
Zu Beginn der 1950er Jahre ist Dutch Holland Reserveoffizier der US Air Force. Er wird in den aktiven Dienst gerufen und soll Nuklearbomber vom Typ B-36 und B-47 für das Strategic Air Command (SAC) fliegen. Seine Dienstzeit soll 21 Monate betragen. Hollands Problem ist, dass er ein hochbezahlter Profi-Baseballer bei den St. Louis Cardinals ist. Zudem haben sich die Anforderungen an Piloten seit dem Zweiten Weltkrieg, als Holland noch Pilot einer B-29 war, sehr geändert.
Als Holland auf der Luftwaffenbasis Carswell auftaucht, trägt er Zivilkleidung, weil seine Uniform veraltet ist. Der Kommandeur des SAC, der jähzornige General Hawkes, ist verärgert. Holland fliegt viel und hat bald seine eigene B-36-Mannschaft. Er hat Freude an seiner Arbeit und an der Rolle des SAC im Kalten Krieg. Seine Frau Sally ist hingegen unzufrieden, denn ihr machen die Fluggefahren und die lange Abwesenheit ihres Mannes zu schaffen. Trotz dieser Vorbehalte bezeichnet sie sich als glücklich, solange sie mit ihrem Mann zusammen ist.
Bei einer Notlandung in Grönland wird Holland an der Schulter verletzt. Trotzdem ist er in General Hawkes Achtung gestiegen. Sein neuer Auftrag beinhaltet Flüge mit der neuen B-47 auf der Luftwaffenbasis MacDill in Florida. Dabei fliegt Holland über St. Petersburg (Florida), wo seine Baseball-Mannschaft gerade ihr Trainingslager absolviert. Holland wird zum Colonel befördert und so entscheidet er sich, seinen Dienst bei der Air Force bis zum offiziellen Ende abzuleisten und danach wieder ins Baseball-Team zurückzukehren.
Bei einem Nonstopflug von MacDill zur Luftwaffenbasis Kadena auf Okinawa macht sich die Verletzung, die sich Holland bei der Notlandung zugezogen hat, bemerkbar. Sie ist schwerer als befürchtet, denn er kann nicht mehr fliegen und die Weiterführung seiner Baseball-Karriere ist ebenso unmöglich. General Hawkes ist sicher, dass Holland ein guter Team-Manager wäre, so dass Holland zum Schluss die Air Force verlässt.

## Kritiken
„Ein Film, der für die Notwendigkeit der nationalen atomaren Verteidigungsbereitschaft wirbt und neben einer sentimentalen Liebesgeschichte als Höhepunkte aufregende Flugaufnahmen und technische Details zu bieten hat.“

## Auszeichnungen
- Oscar-Verleihung 1956
  - Nominierung in der nicht mehr existierenden Kategorie Beste Originalgeschichte (Beirne Lay jr.)
- Das National Board of Review zeichnete die Luftaufnahmen mit dem Special Citation aus.

## Hintergrund
In den USA spielte die Produktion der Paramount Pictures 6 Millionen US-Dollar ein. Der Film wurde an Originalschauplätzen gedreht, den Luftwaffenbasen Carswell in Fort Worth, Texas, MacDill in Tampa, Florida und Lowry in Denver, Colorado. Die Baseball-Szenen wurden im Al-Lang-Stadion, einem reinen Baseballstadion, in Saint Petersburg, Florida gedreht.
James Stewart, im Zweiten Weltkrieg wie sein Rollencharakter Bomberpilot, kam oscarprämiert zum Set. 1941 gewann er die Statue als bester Hauptdarsteller für Die Nacht vor der Hochzeit. Insgesamt drehte Stewart sieben Filme mit Regisseur Anthony Mann. Bruce Bennett nahm unter seinem Realnamen Herman Brix an den Olympischen Sommerspielen 1928 in Amsterdam teil. Er startete im Kugelstoßen und gewann die Silbermedaille. Zwei Jahre später stieß er Weltrekord, der zwei Jahre Bestand hatte. Den Künstlernamen Bruce Bennett nahm er an, um sich vom österreichischen Schauspieler Hermann Brix zu unterscheiden.
Während Beirne Lay jr. für seine Erzählung für den Oscar nominiert wurde, konnte Co-Autor Valentine Davies einen Oscar vorweisen, den er 1948 in der gleichen Kategorie für Das Wunder von Manhattan gewann. Ebenso oscarprämiert war Kameramann William H. Daniels, der seinen Oscar 1949 für Stadt ohne Maske gewann. Für die Ausstattung des Filmes sorgte Set-Decorator Sam Comer, der schon 1946 und zweimal 1951 geehrt wurde (ein weiterer Oscar kam 1956 hinzu). Unterstützt wurde er dabei von Hal Pereira, der ebenso 1956 mit dem Oscar geehrt wurde. Die Luftaufnahmen wurden vom Oscar-Preisträger für Spezial-Effekte von 1946 (und später 1957) John P. Fulton gefertigt. Seine erste Filmarbeit als Tongestalter legte hier Bill Wistrom vor, der später sechs Emmys gewann.
Militärischer Berater des Films war Colonel O. F. Lassiter von der US Air Force. Die Crewmitglieder, die sich mit den Luftaufnahmen beschäftigten, wurden von Paul Mantz, einem der bekanntesten Stunt-Piloten in dieser Zeit, geleitet.